# Клетка (Звёздный путь: Оригинальный сериал)
«Клетка» (англ. The Cage) — первый пилотный эпизод научно-фантастического телевизионного сериала «Звёздный путь», снятый в начале 1965 года, однако отвергнутый NBC в феврале того же года. Серия вышла на экраны 15 октября 1988 года. Эпизод был написан Джином Родденберри и срежиссирован Робертом Батлером.

## Сюжет
За 10 лет до Джеймса Т. Кирка звездолётом «Энтерпрайз» командует капитан Кристофер Пайк. Приборы звездолёта получают сигнал бедствия, исходящий с планеты Талос-IV. Отслеживая сигнал, исследователи обнаруживают оставшихся в живых жертв давнего крушения научного звездолёта. Среди пожилых и старых учёных обнаруживается красивая молодая женщина по имени Вина. Пайк ею заинтересовался, в результате чего оказался захвачен талосианцами, живущими под землей. Как оказалось, и сигнал бедствия, и оставшиеся в живых учёные пропавшей экспедиции, кроме Вины, были всего лишь иллюзиями для приманки, созданными талосианцами.
Когда-то Талос обезлюдел, теперь же талосианцы хотят заселить поверхность планеты, для чего им понадобились Пайк и Вина. Их талосианцы хотят использовать вместо здорового «племенного скота».
Талосианцы используют силу иллюзий, чтобы как можно сильнее привлечь Пайка к Вине. Её представляют в различных ролях: ригелианская принцесса, зелёная женщина с Ориона и т. д. Но Пайк сопротивляется. Тогда талосианцы переносят с «Энтерпрайза» двух женщин: первого помощника и старшину, дабы продолжить дальнейшее искушение капитана. Однако Пайк обнаружил, что примитивные человеческие эмоции, вроде гнева и злости, полностью нейтрализуют способности талосианцев воздействовать на мозг. В результате он и все три женщины убегают на поверхность планеты.
Талосианцы останавливают Пайка и его спутниц прежде, чем те смогли телепортироваться на корабль, но капитан отказывается вести переговоры, угрожая убить себя и других, но не подчиниться требованиям талосианцев. Испугавшись потери единственного источника вторичного заселения, талосианцы изучают «Энтерпрайз» и приходят к выводу, что человеческий род слишком независим, чтобы можно было им управлять.
Оставшись практически без выбора, талосианцы освобождают людей. Первый помощник и старшина телепортируются на корабль, Пайк на время остаётся с Виной, убеждая её улететь с ним. Но Вина не может оставить планету, — единственная оставшаяся в живых из научной экспедиции, действительно потерпевшей крушение на Талосе IV, она была ужасно искалечена. Талосианцы восстановили её, но они никогда не видели людей и не знали их физиологию, поэтому без образца не смогли вернуть ей прежний облик, и только при помощи иллюзий она казалась красивой и здоровой. Талосиане показывают Пайку её настоящий облик, и Вина рассказывает ему свою историю. Но ещё до телепортации капитана на корабль талосианцы возвращают иллюзию, — Вина снова красива, а рядом с ней появилась ещё одна фигура — иллюзия Кристофера Пайка.

## Актерский состав
- Джеффри Хантер — капитан Кристофер Пайк, командир звездолёта «Энтерпрайз».
- Сьюзан Оливер — Вина, землянка выжившая на Талосе-IV после крушения исследовательского звездолета.
- Меджел Барретт — «Номер Первый», лейтенант, первый помощник капитана.
- Леонард Нимой — мистер Спок, глава научной службы.
- Джон Хойт — доктор Филипп Бойс, начальник медицинской службы.
- Лорел Гудвин — старшина Дж. М. Кольт

После того как этот эпизод был отвергнут телекомпанией NBC, Джеффри Хантер отказался от дальнейших съемок. Для производства второго пилотного эпизода практически весь актерский состав кроме Леонарда Нимоя был заменен.

## Переиздание к сорокалетию сериала
Хотя эта серия не входила в состав оригинального сериала (1966–1969), она тоже была обновлена в 2006 году, планировалась к выпуску 26 апреля 2008 года вместе с остальными сериями оригинального сериала. Но в последний момент эпизод был отложен, позже был показан 2 мая 2009 года к выходу нового фильма. Серия была включена в переиздание 3-го сезона на DVD.
Изменения:
- Новый внешний вид Энтерпрайза, выполненный с помощью компьютерной графики.
- Новая версия запуска, когда «камера» снаружи корабля проникает на мостик через купол. Мостик и герои были воссозданы в компьютерной графике, они заменяются живыми актёрами во время первых слов Спока.
- Видны движущиеся звёзды за иллюминатором в помещении капитана Пайка.
- Новые компьютерные изображения в сцене сканирования банков памяти Энтерпрайза талосианцами. Были включены изображения событий, которые произошли после съёмки серии в 1964 году, такие как Аполлон-11, совершающий посадку на Луну.
- Титры в начале и конце приведены в соответствие с остальными сериями.
- Были убраны сцены, в которых Спок проявляет эмоции (улыбается, когда впервые видит талосианские цветы, и пугается, когда облучают корабль).